# Неуротични карактер
Неуротични карактер је према Адлеру, склоп црта карактера и образаца понашања који чине особени вид одбране од комплекса мање вредности. Следеће особине чине језгро неуротичног карактера: неповерење, егоизам, властољубље, љубомора, завист, пакост, тврдичлук итд. Користе се и у значењу неуротична личност.